# Francis Simon
Sir Francis Simon (nato Franz Eugen Simon; Berlino, 2 luglio 1893 – Oxford, 31 ottobre 1956) è stato un chimico e fisico tedesco con cittadinanza britannica che ideò il metodo di diffusione gassosa, e ne confermò la sua fattibilità, di separare l'isotopo Uranio-235 e quindi dette un importante contributo alla creazione della bomba atomica.

## Biografia
Nacque nel 1893 in una famiglia ebrea di Berlino da Ernst Simon e Anna Mendelssohn, a sua volta figlia del matematico Philibert Mendelssohn. Due dei suoi cugini, Kurt Mendelssohn e Heinrich Mendelssohn, erano anch'essi scienziati. A Berlino frequentò il Kaiser-Friedrich-Reformgymnasium di Charlottenburg, dove si manifestarono le sue inclinazioni verso le scienze naturali. Tra l'altro, su suggerimento di Leonor Michaelis, un'amica di famiglia, decise di studiare proprio scienze naturali. Dopo il diploma di scuola superiore nel 1912, Simon iniziò a studiare prima a Gottinga e poi a Monaco di Baviera, ma dovette interrompere gli studi nell'autunno del 1913 perché fu arruolato nel servizio militare come volontario per un anno.

### In guerra
Poco prima della fine del suo anno di servizio, scoppiò la prima guerra mondiale e Simon continuò a prestare servizio come soldato sul fronte occidentale dal 1914 al 1918. Fu ferito da un attacco con il gas e poi fu ferito due volte, l'ultima il 9 novembre 1918, appena due giorni prima dell'entrata in vigore dell'armistizio. Fu insignito della Croce di Ferro di 1ª classe e fu promosso ufficiale.  Nell'estate del 1919, dopo che le ferite di guerra erano guarite, poté lasciare l'ospedale militare.

### In Germania
Riprese i suoi studi, questa volta a Berlino presso la Friedrich-Wilhelms-Universität (l'odierna Università Humboldt di Berlino), dove si laureò in fisica nel 1921 sotto la guida di Walther Nernst su un argomento nel campo della fisica delle basse temperature. Tra i suoi insegnanti accademici a Berlino c'erano Max Planck, Max von Laue e Fritz Haber.  Nel 1922, Simon divenne assistente di ricerca nel laboratorio di Nernst presso l'Istituto Kaiser Wilhelm per la fisica di Dahlem. Nello stesso anno sposò Charlotte Münchhausen. Nel 1924 divenne professore privato e nel 1927 professore associato a Berlino. In quegli anni, sviluppò una straordinaria produttività scientifica e pubblicò un totale di 50 articoli scientifici tra il 1922 e il 1931. La maggior parte di essi riguardava problemi di termodinamica e fisica delle basse temperature.
Nel 1931, Simon fu nominato direttore dell'Istituto di Chimica Fisica dell'Università di Breslavia. Nel 1932, quando le prospettive politiche in Germania si oscurarono con l'espansione del movimento nazionalsocialista, Simon fu anche per un breve periodo visiting professor all'Università della California a Berkeley. Lì sviluppò, tra le altre cose, un metodo per liquefare l'elio. Dopo la cosiddetta "presa del potere" da parte dei nazionalsocialisti nel gennaio 1933, Simon, a differenza di altri colleghi ebrei, fu inizialmente risparmiato dalle misure antisemite del nuovo regime poiché, su espressa richiesta di Paul von Hindenburg, i partecipanti attivi alla guerra mondiale ne furono esentati. Ma Simon era abbastanza realista da rendersi conto che non avrebbe più avuto un futuro accademico a lungo termine in Germania.

### Emigrazione
Durante la Pasqua del 1933 incontrò Frederick Lindemann, I visconte Cherwell, nel laboratorio di Walther Nernst.  Consapevole delle sue preoccupazioni, Frederick Lindemann lo invitò a unirsi al Clarendon Laboratory dell'Università di Oxford, nel Regno Unito. Fu anche in grado di offrirgli una sovvenzione biennale di ricerca da Imperial Chemical Industries (ICI) di 800 sterline. Nel luglio 1933 Simon si dimise dall'Università di Breslavia e accettò l'incarico ad Oxford. Avvalendosi dei servizi di un funzionario doganale corrotto, Simon fu in grado di portare con sé la sua attrezzatura di ricerca. La sua famiglia lo raggiunse due mesi dopo.
Al suo arrivo nel Regno Unito, iniziò ad usare il nome anglicizzato "Francis".

### Nel Regno Unito
Nel 1938 scoprì con Bernard Vincent Rollin l'effetto Rollin di film sottili di elio liquido e nel 1939 acquisì la cittadinanza britannica.  Dopo lo scoppio della seconda guerra mondiale nel 1939 e di fronte a una temuta invasione delle isole britanniche in seguito alla caduta della Francia nel 1940, Simon trasferì la famiglia in Canada. Lui invece rimase interessandosi sempre più al problema della costruzione di una bomba atomica, poiché lui e altri temevano che la Germania nazista potesse sviluppare tali armi. Nel 1940 fu considerato uno dei migliori esperti mondiali nel campo della diffusione del gas e fu incaricato dalla Commissione MAUD di studiare la fattibilità dell'arricchimento dell'isotopo dell'Uranio 235 mediante diffusione del gas. Sviluppò le basi tecniche insieme al suo collega Nicholas Kurti. L'esperienza acquisita fu successivamente incorporata nel Progetto Manhattan. Trascorse l'ultima parte della seconda guerra mondiale a Los Alamos, tornando nel 1945 a Oxford per continuare la sua ricerca sulle basse temperature.
Subito dopo la fine della guerra, nel 1945, divenne professore di termodinamica al Christ Church College di Oxford e trasformò il laboratorio in uno dei principali laboratori mondiali per la fisica delle basse temperature.

### Morte
Simon si ammalò e morì a Oxford all'età di 63 anni, meno di un mese dopo essere stato nominato successore di Frederick Lindemann come direttore del Clarendon Laboratory.

## Vita privata
Sposò Charlotte Münchhausen nel 1922. Ebbero due figlie, Kathrin e Dorothee.

## Onorificenze
- Membro della Royal Society, 1941
- Ordine dell'Impero Britannico, 1946
- Medaglia Rumford della Royal Society, 1948
- Cavaliere, 1954